# 比约恩·努德奎斯特
比约恩·阿克塞尔·约特·努德奎斯特（瑞典語：Björn Axel Göte Nordqvist，1942年10月6日—），瑞典前男子足球运动员，司职后卫。他曾代表瑞典国家队参加1970年、1974年和1978年国际足联世界杯。